# Imshaugia venezolana
Imshaugia venezolana är en lavart som först beskrevs av Hale, och fick sitt nu gällande namn av Elix. Imshaugia venezolana ingår i släktet Imshaugia och familjen Parmeliaceae.   Inga underarter finns listade i Catalogue of Life.